# Занати у пиротском крају
Занати у пиротском крају су почели да се развијају на крају 19. века при ослобођењу од Турака.

## Историја занатства у Пироту
Још пре ослобођења од Турака Пирот је имао разне еснафе. То све говори о дугој традицији и развијености занатства
у Пироту. Запис из 1808. године на икони Св. Стефана у клисарници старе цркве у Пироту говори о мутавџијском еснафу. Овај запис потврђује постојање занатлија мутавџија организованих у еснаф већ почетком 19. века.5 Почетком децембра 1835. године Стефан Стојановић из Неготина пише Кнезу Милошу да је Ранча Ђурић занатом дунђерин из Пирота са женом и двоје деце у Гургусовац пребегао.
Непосредно по ослобођењу од Турака образовала се Пиротска управа, почетком 1878. године. Њен први задатак је био да се обезбеди сигурност становништва ових крајева, да се омогући неометано кретање и снабдевање српске војске на ратиштима: храном, муницијом и транспортним средствима. Урадио се попис заостале хране, стоке и непокретне имовине одбеглих Турака. Одмах је извршен попис села. И поред све предострожности, на пролеће 1878. године избила је глад међу становништвом нишавских села.
Пирот је постајао привредно средиште области, а веома се развијају пратеће делатности као: пољопривреда, виноградарство, воденичарство и сточарство. Посебно се развија занатство и трговина који постају доминантно занимање градског, а временом и сеоског становништва. Крајем 19. века Пирот постаје град познат по својим занатлијама, нарочито по бојаџијским, терзијским, ткачким, ћурчијским, качарским, сарачким, грнчарским и мутавџијским производима. Поред наведених заната Пироћанци су секли ћерпич, пекли циглу и ћерамиду. Своје занатско знање су пренели у Шумадију. Такође су правили ћумур. У то време и у Београду се пазарио ћумур из пиротског краја.
Године 1881. суд Пиротске општине шаље Начелству Пиротског округа списак слугу и газди са занимањима и местима у чаршији. Према том списку има разних занатлија и то: шустера, казанџија, терзија, мумџија, опанчара, пушкара, сапунџија, мутавџија, ковача, грнчара, шнајдера, поткивача, папуџија, самарџија, обућара качара, ћурчија, златара, абаџија, казанџија и једног сатлера. Следеће 1882. године у корист сиромашних ученика пиротске гимназије дају прилоге између осталих и занатлије следећих занимања: кројач, обућар, пушкар, берберин.
Година 1891. је значајна за Пирот јер се састављају први статистички подаци у Пироту за 1890. годину за начелство пиротско. Из те статистике сазнајемо да у Пироту има разних еснафа и велики број занатлија. На пример у немешовитом еснафу занатлија постоји: лончарски, рогожарски, берберски, мутавџијски, качарски, коларски, дунђерско–столарски, самарџијски, поткивачко–налбантски, шлосерски и ковачко-казанџијскн занат. У мешовитом еснафу има још заната: ћурчијски, обућарски, терзијски и абаџијски, златарско–кујунџијски и опанчарско–табачки занат.
У циљу проширења основне делатности два опанчара, Ђорђевић и Савић, удружени у једну опанчарску радионицу у Пироту моле Народну скупштину Србије за повластицу увоза нештављене коже без плаћања царине. Ову молбу шаљу у циљу проширења своје основне делатности. Ова делатност им је одобрена. Почетком 1893. године са више дописа Начелство пиротског округа захтева од министра привреде да реши дилему да ли да се на вашару у Пироту продаје само стока и сировине, без занатских производа. Ова одлука наилази на протесте занатлија у Пироту па и шире у Србији. Занатлије сматрају да су прикраћени за основну делатност, тј. за продају својих производа на вашарима и сајмовима. Забраном продаје на вашару занатлије губе знатан доходак. Пиротски шнајдери се обраћају министру народне привреде 1894. године са молбом да их издвоји из општег терзијског еснафа. Они желе да оформе искључиво свој шнајдерски еснаф. То право полажу по 95. члану устројства еснафске уредбе. На тај начин се укупан број еснафа у Пироту увећава.
Крајем 1899. године у Пироту се оснива кројачка задруга под називом „Пиротска кројачка задруга“. На дан оснивања имала је
једанаест чланова, а касније јој се придружило још четири задругара.
Почетак индустријализације у Пироту везан је за стварање Пиротског индустријског – електричног друштва. У списку акционара налазимо поред људи разних занимања из свих друштвених слојева и један број занатлија. Занатлије акционари су: лончари, казанџије, терзије, кројачи, ћурчије, обућари и табаџије. Они су били међу првим акционарима који су део својих слободних средстава уложили у први индустријски објект у Пироту, а који спада међу прве такве објекте изграђене у Србији почетком 20 века.
Године 1912. почиње Први балкански рат. И током тог рата у Пироту ради опанчар Светозар Здравковић. Опанчар Здравковић је израдио 25 пари опанака за војнике Пиротског градског артиљеријског одреда, по укупној цени од 87 динара и 50 пара. Израђене опанке предао је Црвеном крсту Пирота.
Пирот је био највише познат по занатима и својим занатским производима. Почетком 20. века Пирот је имао већи број занатлија: абаџије, налбанте–поткиваче, дрндаре, амрелџије, ножаре, барудџије, бербере, брдаре, бунарџије, вретенаре, воскаре, лончаре, догрмаџије, дунђере, дугмеџије, дрводеље, јорганџије, каменоресце, кујунџије, коваче, коларе, ужаре, казанџије, књиговесце, казасе, кантарџије, кириџије, кондурџије, капаре, калајџије, мутавџије, мумџије, оштраче, опанчаре, папуџије, плетаре, пинтере, рогожаре, сараче, самарџије, стакларе, седларе, терзије, туфегџије, ћерпиџије, кожухаре, цигларе, обућаре, шнајдере, штампаре. И поред велике разноврсности заната пиротско и околно становништво муче егзистенцијални проблеми. Према објављеним подацима,
око 1930. године Пирот има доста занатлија, али мање на почетку 20. века: 47 терзија, 34 обућара, 32 ћурчије, 24 пекара, 3
посластичара, 14 ковача, 17 столара, 9 кројача, 24 опанчара, 10 казанџија, 1 1 бербера, 6 бојаџија, 10 кожара, 3 колара, 7 бравара, 9 зидара, 4 качара, 8 сајџија, 2 сарача, 2 јорганџије, 3 мутавџије, и по једног лимара, кујунџију, златара, пушкара, воскара, каменоресца и самарџију.
Највише занатских радњи су почеле да се отварају у градској четврти Тијабара које су касније постале просторна културно-историјска целина.

## Рабеново здање
Један изузетно важан догаћај у историји заната у Пироту је подизање „Рабеновог здања“. Тај назив је и данас често у свакодневној употреби. Рабеново здање подигнуто је после ослобођења од Турака 1883. године. Здање је подигао јеврејски трговац, Арон Рабен, по којем је и добило име. Претпоставља се да је на том месту био некад турски хан, који је служио и као мензулана, за преноћиште путника, мењање коња и коњске запреге. Рабеново здање је била прва спратна зграда у Пироту крајем 19. века и деценијама ће бити једина таква зграда. Приземни део зграде је имао просторије са дућанима и кафаном. У једној просторији је дуго година била златарска радња. У другој је био салон Ангелине, зване „шнајдерка“. У осталим просторима је била смештена штампарија Исака С. Бераха и Ђошића. Пироту. Једно време у Рабеновом здању је била смештена кафана „Србија“, а нешто касније на истом месту пиротска гимназија. Гимназија је заузимала приземље и спрат. Преко тридесет година у том здању је заседао и пиротски окружни суд, а неко време одмах до суда је било и пореско одељење за Пиротски округ. После Првог светског рата наследници су продали Рабеново здање. Претходно је подељено на четири дела. Један део је купила Пиротска занатлијски еснаф.
Покушај стварања еснафског дома су омели настали ратови 1913— 1918. године. После завршетка Првог светског рата. у децембру
1922. године, откупљена је четвртина зграде са плацем. После обимних поправки зграде старе готово 40 година остварила се
жеља пиротских занатлија. Приземни део је преправљен за кафану, а у дворишту је подигнута нова сала са бином. Пиротске
занатлије су сада имали кафану коју су издавали под закуп. Од 1925. године носи назив: „Занатлијски дом“, а кафана је названа
„Еснаф".